# Otão VI de Brandemburgo-Salzwedel
Otão VI de Brandenburgo, O Breve (cerca de 1255 - Lehnin,1303) foi o quarto filho de Otão III de Brandemburgo e de Beatriz da Boémia. Sucedeu ao seu pai em 1267 como marquês de Brandemburgo e governou juntamente com os seus irmãos e primos. Otão casou-se em 1279 com Edviges de Habsburgo (1259-1285/1286), filha do rei Rodolfo I da Germânia.
Em 1286, Otão renunciou à herança política do casamento e ingressou na Ordem dos Templários, em mais tarde na Ordem de Cister.